# Bộ Ngoại giao (Hoa Kỳ)
Bộ Ngoại giao Hoa Kỳ (tiếng Anh: United States Department of State, dịch sát nghĩa là Bộ Quốc vụ Hoa Kỳ) là một bộ cấp nội các của chính phủ liên bang Hoa Kỳ. Bộ này do Bộ trưởng Ngoại giao Hoa Kỳ lãnh đạo.
Bộ này ban đầu có tên là Department of Foreign Affairs (Bộ Ngoại vụ Hoa Kỳ) có trách nhiệm trông coi việc ngoại giao với các quốc gia khác nhưng không bao lâu sau đó được đổi thành Department of State (có nghĩa là Bộ Quốc vụ Hoa Kỳ nhưng trong tiếng Việt luôn được gọi là Bộ Ngoại giao Hoa Kỳ) và được giao thêm một số các trách nhiệm có liên quan đến đối nội.
Bộ có trụ sở chính là Tòa nhà Harry S. Truman ở địa chỉ 2201 C Street, NW, cách Tòa Bạch Ốc vài dãy phố trong khu dân cư Foggy Bottom của Washington, D.C.. Bộ trưởng Bộ Ngoại giao là thành viên đầu tiên trong nội các được xếp theo thứ tự vị trí kế nhiệm trong trường hợp Tổng thống Hoa Kỳ bị thương phế hay qua đời và là người xếp thứ tư theo thứ tự kế nhiệm, sau Phó Tổng thống, Chủ tịch Hạ viện, và Chủ tịch Thượng viện tạm quyền.

## Lịch sử

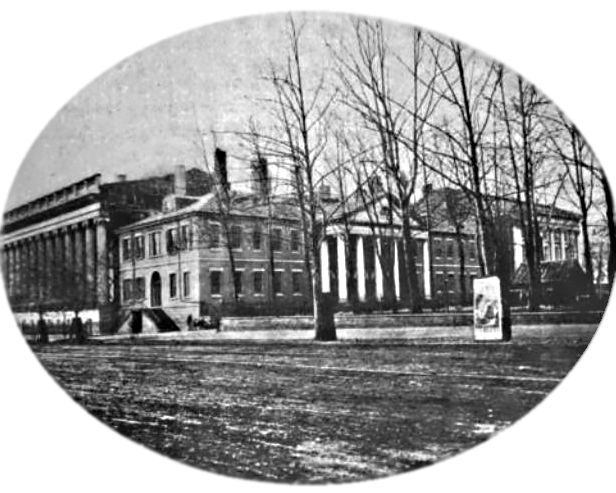
Tòa nhà Bộ Ngoại giao cũ tại Washington, D.C., năm 1865

Hiến pháp Hoa Kỳ, được thảo tại thành phố Philadelphia tiểu bang Pennsylvania năm 1787 và được các tiểu bang thông qua một năm sau đó, đã trao quyền cho Tổng thống Hoa Kỳ trách nhiệm trông coi quan hệ ngoại giao của quốc gia. Chẳng bao lâu sau đó người ta nhận thấy rõ ràng một bộ hành chính liên bang cần có để hỗ trợ Tổng thống tiến hành các công việc của Chính phủ liên bang mới.
Hạ viện và Thượng viện chấp thuận thành lập một Bộ Ngoại vụ (Department of Foreign Affairs) vào ngày 21 tháng 7 năm 1789, và Tổng thống Washington ký thành luật vào ngày 27 tháng 7 thành lập Bộ Ngoại vụ Hoa Kỳ. Đây là cơ quan liên bang đầu tiên được thành lập dưới Hiến pháp mới (hiến pháp của có tên gọi Các điều khoản Hợp bang). Luật này vẫn là luật cơ bản của Bộ Ngoại giao Hoa Kỳ ngày nay. Tháng 9 năm 1789, luật phụ ra đời nhằm đổi tên cơ quan này từ Department of Foreign Affairs (Bộ Ngoại vụ Hoa Kỳ) thành Department of State (có nghĩa là Bộ Nhà nước Hoa Kỳ nhưng trong tiếng Việt luôn được gọi là Bộ Ngoại giao Hoa Kỳ) và giao cho bộ một số các trách nhiệm đối nội khác nhau nữa.
Các trách nhiệm của bộ gia tăng gồm có việc quản lý Sở Đúc tiền Kim loại của Hoa Kỳ (United States Mint), giữ Đại ấn Hoa Kỳ, và giữ nhiệm vụ điều tra dân số. Tổng thống George Washington ký luật mới ngày 15 tháng 9. Phần lớn các nhiệm vụ quốc nội này của Bộ Ngoại giao từ từ được trao lại cho các bộ và các cơ quan liên bang mới được thành lập trong thế kỷ 19.
Ngày 29 tháng 9 năm 1789, Tổng thống Washington bổ nhiệm Thomas Jefferson của tiểu bang Virginia, lúc đó là Đại diện đặc trách ngoại giao với Pháp, trở thành Bộ trưởng Ngoại giao Hoa Kỳ đầu tiên mặc dù John Jay đã từng phục vụ công tác ngoại giao này với vai trò chuyển tiếp từ thời Liên hiệp kể từ trước khi Washington nhậm chức và tiếp tục công việc ngoại giao cho đến khi Jefferson từ châu Âu trở về vài tháng sau đó.

## Bổn phận và trách nhiệm
Ngành hành pháp và Quốc hội có những trách nhiệm hiến định về chính sách ngoại giao của Hoa Kỳ. Bên trong ngành hành pháp, Bộ Ngoại giao là cơ quan chính đặc trách ngoại giao và người lãnh đạo của bộ, Bộ trưởng Ngoại giao Hoa Kỳ, là cố vấn chính về chính sách đối ngoại cho Tổng thống Hoa Kỳ mặc dù các viên chức hoặc cá nhân khác cũng có thể có ảnh hưởng về các quyết định chính sách ngoại giao của tổng thống. Bộ đề xuất các mục tiêu và những mối quan tâm của Hoa Kỳ trên trường quốc tế, phát triển và triển khai chính sách ngoại giao của tổng thống. Bộ cũng hỗ trợ các hoạt động ngoại giao của các ban ngành khác trong Chính phủ Hoa Kỳ trong đó có Bộ Thương mại Hoa Kỳ và Cơ quan Phát triển Quốc tế của Hoa Kỳ (U.S. Agency for International Development). Bộ cũng cung ứng một số các dịch vụ quan trọng cho công dân Hoa Kỳ và ngoại quốc muốn viếng thăm hoặc di dân đến Hoa Kỳ.
Tất cả các hoạt động ngoại giao của Hoa Kỳ gồm có: đại diện của Hoa Kỳ ở ngoại quốc, các chương trình viện trợ ngoại quốc, đối phó tội phạm quốc tế, các chương trình huấn luyện quân sự ngoại quốc, các dịch vụ mà bộ cung ứng, và hơn nữa. Tất cả được chi trả bằng ngân sách dành cho ngoại vụ mà tổng số lên đến hơn 1% tổng số ngân sách liên bang hay 12 xu mỗi ngày cho mỗi đầu người công dân Mỹ. Như được Bộ Ngoại giao giới thiệu, mục tiêu của bộ gồm có:
- Bảo vệ và giúp đỡ công dân Hoa Kỳ sống hoặc du lịch ở ngoại quốc;
- Hỗ trợ các công ty Hoa Kỳ trên thị trường quốc tế;
- Điều hợp và cung ứng sự hỗ trợ đối với các hoạt động của các cơ quan Hoa Kỳ khác (chính quyền địa phương, tiểu bang hay chính phủ liên bang), các cuộc viếng thăm chính thức ở ngoại quốc và tại quốc nội, và các nỗ lực ngoại giao khác.
- Thông tin cho công chúng biết về chính sách ngoại giao và quan hệ của Hoa Kỳ với các quốc gia, tiếp nhận và chuyển vận các thông tin phản hồi từ công chúng đến các giới chức hành chính.
- Cấp giấy đăng ký xe cho các xe của các nhân viên không làm việc trong ngành ngoại giao và các xe của các nhân viên ngoại giao các quốc gia có quyền miễn tố ngoại giao tại Hoa Kỳ.

## Tổ chức

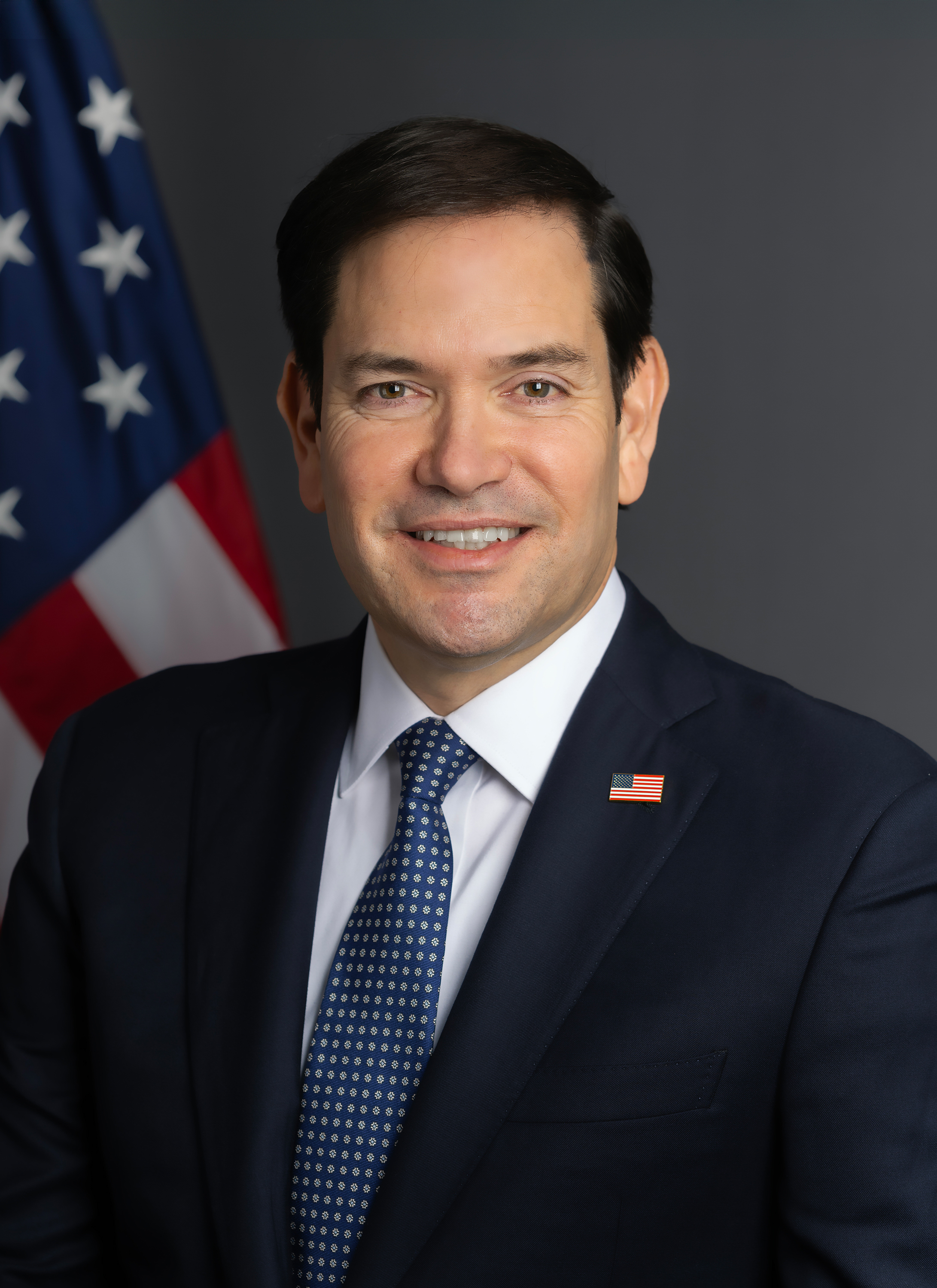
Bộ trưởng Ngoại giao Hoa Kỳ Marco Rubio

Bộ trưởng Ngoại giao Hoa Kỳ: Viên chức hành chính trưởng của Bộ Ngoại giao, thành viên của Nội các Hoa Kỳ, báo cáo trực tiếp đến Tổng thống Hoa Kỳ. Bộ trưởng Ngoại giao tổ chức và trông coi toàn bộ Bộ Ngoại giao và nhân viên:
- Phó Bộ trưởng Ngoại giao Hoa Kỳ: cùng với Chánh văn phòng, Thư ký Hành chính và Thứ trưởng Ngoại giao đặc trách Quản lý hỗ trợ Bộ trưởng điều hành tổng thể. Dưới Phó Bộ trưởng là sáu Thứ trưởng và cố vấn cùng với các nhân viên khác:
  - Chánh văn phòng (Chief of Staff)
  - Thư ký Hành chính (Executive Secretariat)
  - Văn phòng của Điều hợp viên đặc trách chống Khủng bố (Office of the Coordinator for Counterterrorism) - văn phòng này soạn báo cáo về chủ nghĩa khủng bố.
  - Văn phòng Điều hợp viên đặc trách Tái kiến thiết và Bình ổn (Office of the Coordinator for Reconstruction and Stabilization)
  - Trung tâm Huấn luyện Ngoại giao Quốc gia (National Foreign Affairs Training Center) - có Học viện Đối ngoại
  - Cục đặc trách Các chương trình Thông tin Quốc tế (Bureau of International Information Programs)
  - Văn phòng Cố vấn Pháp lý Bộ Ngoại giao Hoa Kỳ (United States Department of State Office of the Legal Adviser)
  - Văn phòng Chính sách Quản lý (Office of Management Policy)
  - Trưởng Lễ tân Hoa Kỳ (Chief of Protocol of the United States)
  - Văn phòng Cố vấn Kỹ thuật và Khoa học (Office of the Science and Technology Adviser)
  - Văn phòng đặc trách Các vấn đề Tội phạm Chiến tranh (Office of War Crimes Issues)
  - Văn phòng Tình báo và Nghiên cứu (INR)
  - Cục đặc trách Lập pháp vụ (Bureau of Legislative Affairs)
  - Cục Quản lý Tài nguyên (Bureau of Resource Management)
- Thứ trưởng Ngoại giao đặc trách Chính trị vụ (Under Secretary of State for Political Affairs): Viên chức xếp thứ ba của bộ. Sẽ trở thành quyền bộ trưởng nếu Bộ trưởng và Phó Bộ trưởng vắng mặt. Chức vụ này có trách nhiệm đối với các văn phòng đặc trách việc điều hành ngoại giao của Mỹ trên toàn thế giới:
  - Vụ Châu Phi (Bureau of African Affairs)
  - Vụ Đông Á và Thái Bình Dương (Bureau of East Asian and Pacific Affairs)
  - Vụ Châu Âu và Âu - Á (Bureau of European and Eurasian Affairs)
  - Cục Chất gây nghiện quốc tế và Thi hành pháp luật (Bureau for International Narcotics and Law Enforcement Affairs)
  - Cục Các vấn đề Tổ chức Quốc tế (Bureau of International Organization Affairs)
  - Vụ Cận Đông (Bureau of Near Eastern Affairs)
  - Vụ Nam và Trung Á (Bureau of South and Central Asian Affairs)
  - Vụ Tây Bán cầu (Bureau of Western Hemisphere Affairs)
- Thứ trưởng Ngoại giao đặc trách Quản lý (Under Secretary of State for Management)[1]: Cố vấn chính của Bộ trưởng và Phó Bộ trưởng Ngoại giao về các vấn đề liên quan đến nhân sự và sử dụng ngân quỹ, cơ sở vật chất. Chức vụ này có trách nhiệm đối với các văn phòng đặc trách về lên kế hoạch hành chính hàng ngày của bộ và đề nghị cải tổ hay hiện đại hóa các ban ngành:
  - Cục Quản trị
  - Cục Lãnh sự vụ
  - Cục An ninh ngoại giao
  - Cục Nguồn nhân lực
  - Cục Quản lý Tài nguyên thông tin
  - Văn phòng Điều hành xây dựng hải ngoại
  - Giám đốc Phòng Lễ tân ngoại giao
  - Viện Dịch vụ ngoại giao
  - Văn phòng Chính sách quản lý, chuyển đổi, và sáng kiến
  - Văn phòng Dịch vụ y tế
  - Văn phòng Liên lạc Nhà Trắng
- Thứ trưởng Ngoại giao đặc trách Phát triển Kinh tế, Năng lượng và Môi trường (Under Secretary of State for Economic Growth, Energy, and the Environment): Cố vấn cấp cao về kinh tế cho Bộ trưởng và Phó Bộ trưởng về chính sách kinh tế quốc tế. Chức vụ này có trách nhiệm đối với các văn phòng đặc trách về giao thương, năng lượng, môi trường và quan hệ thương mại song phương với các đối tác kinh tế của Mỹ:
- Thứ trưởng Ngoại giao đặc trách Công chúng ngoại giao và Công chúng vụ (Under Secretary of State for Public Diplomacy and Public Affairs): Thứ trưởng này lãnh đạo các chức năng mà trước đây được giao cho Cơ quan Thông tin Hoa Kỳ (United States Information Agency) nhưng hiện nay được sáp nhập vào Bộ Ngoại giao sau khi được tái tổ chức năm 1999. Chức vụ này điều hành các đơn vị trông coi việc liên lạc công chúng và tìm cách tô điểm hình ảnh của Hoa Kỳ khắp thế giới:
- Thứ trưởng Ngoại giao đặc trách Kiểm soát vũ khí và An ninh quốc tế (Under Secretary of State for Arms Control and International Security Affairs: Thứ trưởng này điều hợp vai trò của bộ trong việc viện trợ quân sự của Hoa Kỳ. Từ khi tái tổ chức năm 1996, thứ trưởng này cũng còn trông coi các chức năng của Cựu Cơ quan Giải trừ và Kiểm soát Vũ khí ([Arms Control and Disarmament Agency).
- Thứ trưởng Ngoại giao đặc trách Dân chủ và Quốc tế vụ (Under Secretary of State for Democracy and Global Affairs): Văn phòng Thứ trưởng đặc trách Quốc tế vụ (Office of Undersecretary of Global Affairs) được Chính phủ của Tổng thống Clinton thành lập để điều hành các nỗ lực ngoại giao về các vấn đề mới xảy ra trên thế giới, thí dụ như môi trường. Văn phòng này được đổi tên thành Dân chủ và Quốc tế vụ (Democracy and Global Affairs) năm 2005 để phản ánh trọng tâm ngày gia tăng trong việc cổ vũ cho dân chủ trong chính sách ngoại giao của Hoa Kỳ.[2]
  - Cục Dân chủ, Nhân quyền và Lao động (Bureau of Democracy, Human Rights, and Labor)
  - Cục Đại dương, Môi trường Quốc tế và Các vấn đề khoa học (Bureau of Oceans and International Environmental and Scientific Affairs)
  - Cục Dân số, Tỵ nạn và Di dân (Bureau of Population, Refugees, and Migration)
  - Văn phòng theo dõi và chống buôn người (Office to Monitor and Combat Trafficking in Persons)
- Cố vấn Bộ Ngoại giao Hoa Kỳ: Bằng cấp với các thứ trưởng, cố vấn cho Bộ trưởng và Phó Bộ trưởng về những vấn đề chính trong chính sách đối ngoại. Hướng dẫn các văn phòng làm đúng theo chức trách của mình, thực hiện các buổi tư vấn và đối thoại quốc tế.
- Văn phòng Điều hợp Chống bệnh AIDS Quốc tế: đây là lực lượng đặc nhiệm của Tổng thống nhằm mục đích chống bệnh AIDS toàn cầu. Điều hợp viên của văn phòng báo cáo trực tiếp với Bộ trưởng Ngoại giao.

Từ khi tái tổ chức năm 1996, quản trị viên của Cơ quan Pháp triển Quốc tế Hoa Kỳ (United States Agency for International Development) cũng phải báo cáo trực tiếp cho Bộ trưởng Ngoại giao mặc dù người này lãnh đạo một văn phòng độc lập cũng giống như trường hợp của Đại sứ Hoa Kỳ tại Liên Hợp Quốc.

### Video
- US Department of State YouTube channel